# 菅野孝憲
菅野 孝憲（すげの たかのり、1984年5月3日 - ）は、埼玉県富士見市出身のプロサッカー選手。Jリーグ・北海道コンサドーレ札幌所属。ポジションはゴールキーパー（GK）。元日本代表。

## 来歴
東京ヴェルディ1969のアカデミーの出身で、埼玉県富士見市の自宅から練習場のヴェルディグラウンドまで片道2時間以上かけて通った。当時の菅野について、ジュニアユースでの同期である玉乃淳は「中学3年生まで失点したのを見たことない」と語るほどだった。身体能力・メンタリティは抜群で、東京Vの育成担当スタッフは全員一致でトップに昇格させるべきと推薦したが、身長が低いことを理由に、当時のゼネラルマネジャーの判断によって昇格できず横浜FCに入団。横浜FCのGKコーチである田北雄気は入団当時の菅野についてキャッチングはすでにプロレベルだったと語っている。加入後は長年守護神を務めた水原大樹から1年目でレギュラーを奪うと、2006年はチームで唯一48試合（全49試合中）にフル出場し、防御率0.67という成績（リーグトップ）を残して、チームのJ2優勝とJ1への昇格に貢献した。
自身初のJ1でプレーする2007年、2年連続チームで唯一全34試合にフル出場。チームはリーグ最下位でJ2降格したものの、ゲームキャプテンを務める試合も多くあった。Jリーグオールスターサッカーへの出場を果たし、2007年の新人王にも輝いた。
2007年オフに柏レイソルへ移籍。5月3日のジェフユナイテッド市原・千葉戦で柏でのリーグ戦初出場を果たすと、好セーブを連発し、チームの勝利に貢献した。その試合以来、正GKの座を南雄太から奪取。これ以降、絶対的な守護神としてゴールマウスに立ち塞がった。
また、2009年には日本代表に選出されて、2月4日のフィンランド代表（キリンチャレンジカップ）などでベンチメンバーに入った。
2009年にJ2降格を経験するも1年でJ1に昇格。2011年には初のリーグ制覇とともにJリーグ史上初となる「J1復帰1年目でのリーグ優勝」という快挙を達成した。その後も2012年には天皇杯を37年ぶりに制覇、2013年にはJリーグカップを14年ぶりに制覇するなど、不動の守護神として主要タイトルの獲得に貢献した。
その後も不動の守護神として活躍していたが、2014年9月20日の第24節浦和レッズ戦にて前半に遅延行為で警告を貰うと、後半には1対1となった興梠慎三をペナルティーエリア内で倒してしまい累積警告によって退場となった。この試合以降、交代出場した桐畑和繁にポジションを奪われ試合への出場機会はなかった。
2015年はレギュラーに返り咲くも、中村航輔のアビスパ福岡へのレンタル移籍からの復帰に伴い、2016年にJ2・京都サンガF.C.に完全移籍。
しかし17年終盤に清水圭介にポジションを奪われ、控えに降格した。
2018年、北海道コンサドーレ札幌に期限付き移籍。2019年も期限付き移籍期間を延長し札幌に残留した。しかしこの2年はク・ソンユンが第1GKとして健在したため第2GKとしての立場だった。
2020年に完全移籍で札幌に加入。するとク・ソンユンが兵役のため、韓国へ移籍すると第2節からレギュラーに定着。シーズン途中は特別指定選手である中野小次郎にポジションを奪われるも、奪い返しシーズン通してリーグ戦28試合に出場するなどと札幌加入後最多出場を果たした。
2021年は札幌加入後初の開幕スタメンに抜擢された。シーズン序盤にチームの敗北が続いたことから中野が数試合出場するも、中野も神戸相手に4失点したこともあり、再びポジションを奪取。中盤戦以降は勝ち星も増え、安定したプレイでゴールマウスを守っている。
2025年は開幕からスタメンとして定着したが３月9日のジェフユナイテッド千葉戦にて相手選手と衝突し脳震盪と診断され途中交代となる。そこから中野小次郎にスタメンを奪われるが５月１１日のいわき戦、スタメン復帰を果たしそこからスタメンとして５試合連続出場をした。しかし６月１７日トレーニング中に負傷してしまい戦線離脱と同時に2023年に加入された高木駿の復帰もあり今現在高木駿がゴールを守っている。

## 人物・特徴
身長は登録上179cmであるが、かつて柏で指揮していた石崎信弘も「175cmもないんじゃないか？」と発言している。記者からも同様の指摘がなされており、175cmと報道したメディアも存在する。そのためか、テレビや新聞などではたびたび「背の低いゴールキーパー」、「小さな巨人」 と呼ばれている。紹介文では、よく「179cmというGKとして決して高くない・・・」と書かれている。
このように、GKとしては小柄な方だが、瞬発力を活かした俊敏な反応によるセービングが持ち味であり、数々の記録を持つ。2009年に日本代表に初招集された際に、当時の監督であった岡田武史から、「シュートへの反応の速さ」と「フィールドプレーヤー並みのキックの正確さがある」ことを特徴に挙げられていた。
前述のように、身長が低いことを理由にトップチームへの昇格を見送られたこともあったが、本人は「小さいと言われれば、大きいヤツよりも高く飛び、早く動き、強くなり、すべての面で上回ればいい」、「小さい人がどんどんハイボールを捕れば面白いし、身長を悔やんだことはない。落下地点に最短距離で入れば、競り負けない」 と発言している。
体重の登録は75kgであるが、シーズンごとに体重を変え、どの体重が自分にとって最適であるかデータを取っている。2007年シーズンは71kgで通したが、ジャンプするときにある程度体重がないと勢いがつかないということで、2008年シーズンは74kgで試していた。身体能力は抜群で、相手との1対1の場面も勇敢に飛び出す。
ヴェルディユース時代、当時ユース監督だった都並敏史に対しても臆することなく意見したメンタリティの持ち主。時間稼ぎで相手チームや相手サポーターを焦らせ、ブーイングを浴びたりカードを貰ったりすることもしばしばあるが、本人は「気持ちいい」と気にしていない。

## 記録
- 2003年7月26日の大宮戦にて、ペナルティーエリア外へ飛び出して相手選手のシュートを阻止したプレーでハンドリングの判定を受け、試合開始1分で退場処分となった。菅野のこの記録は2009年4月15日に菅原智（東京V）が更新するまでJリーグの最短退場時間記録であった（菅原は開始9秒で退場処分）。なお、この試合で横浜FCは控えメンバーにGKをベンチ入りさせていなかったため、急遽DFの河野淳吾が菅野のユニフォームを着用してGKを務めたものの、0-3で敗れた。
- 2004年7月10日の鳥栖戦では、自陣のペナルティーエリア付近からのFKを菅野が蹴り、これが風に乗って伸び、さらに相手ペナルティエリア付近で大きくバウンドしてそのまま相手GK富永康博の頭上を越えゴールに入った[14]。Jリーグ公式戦では田北雄気（当時浦和）、松永成立（当時京都）に続く3人目のGKのゴールとなった。この「シュート」は公式記録上88mの距離とされ、当時のJリーグ史上最長ゴールとなった（その後、2006年7月13日に高木義成（東京V）により塗り替えられた。高木の記録は菅野の記録を1m更新する約89mであった）。
- 2006年4月18日の神戸戦の前半5分から、6月2日の水戸戦で失点するまで770分の連続無失点を続け、Jリーグ記録を樹立。これは1993年にシジマール（当時清水エスパルス）が記録した731分を13年ぶりに塗り替えるものだった。

## 所属クラブ
- きたはらSC[8]
- ヴェルディユースS（富士見市立諏訪小学校）[8]
- 1997年 - 1999年 ヴェルディジュニアユース（富士見市立東中学校）[8]
- 2000年 - 2002年 ヴェルディ1969ユース（埼玉県立富士見高等学校）[8]
- 2003年 - 2007年  横浜FC[8]
- 2008年 - 2015年  柏レイソル[8]
- 2016年 - 2019年  京都サンガF.C.
  - 2018年 - 2019年  北海道コンサドーレ札幌（期限付き移籍）
- 2020年 -  北海道コンサドーレ札幌

## 個人成績
| 国内大会個人成績 | 国内大会個人成績 | 国内大会個人成績 | 国内大会個人成績 | 国内大会個人成績 | 国内大会個人成績 | 国内大会個人成績 | 国内大会個人成績 | 国内大会個人成績 | 国内大会個人成績 | 国内大会個人成績 | 国内大会個人成績 |
| 年度             | クラブ           | 背番号           | リーグ           | リーグ戦         | リーグ戦         | リーグ杯         | リーグ杯         | オープン杯       | オープン杯       | 期間通算         | 期間通算         |
| 年度             | クラブ           | 背番号           | リーグ           | 出場             | 得点             | 出場             | 得点             | 出場             | 得点             | 出場             | 得点             |
| 日本             | 日本             | 日本             | 日本             | リーグ戦         | リーグ戦         | リーグ杯         | リーグ杯         | 天皇杯           | 天皇杯           | 期間通算         | 期間通算         |
| ---------------- | ---------------- | ---------------- | ---------------- | ---------------- | ---------------- | ---------------- | ---------------- | ---------------- | ---------------- | ---------------- | ---------------- |
| 2003             | 横浜FC           | 21               | J2               | 24               | 0                | -                | -                | 2                | 0                | 26               | 0                |
| 2004             | 横浜FC           | 21               | J2               | 43               | 1                | -                | -                | 3                | 0                | 46               | 1                |
| 2005             | 横浜FC           | 21               | J2               | 37               | 0                | -                | -                | 1                | 0                | 38               | 0                |
| 2006             | 横浜FC           | 21               | J2               | 48               | 0                | -                | -                | 0                | 0                | 48               | 0                |
| 2007             | 横浜FC           | 21               | J1               | 34               | 0                | 5                | 0                | 2                | 0                | 41               | 0                |
| 2008             | 柏               | 33               | J1               | 24               | 0                | 5                | 0                | 4                | 0                | 33               | 0                |
| 2009             | 柏               | 33               | J1               | 34               | 0                | 3                | 0                | 2                | 0                | 39               | 0                |
| 2010             | 柏               | 21               | J2               | 35               | 0                | -                | -                | 3                | 0                | 38               | 0                |
| 2011             | 柏               | 21               | J1               | 26               | 0                | 2                | 0                | 3                | 0                | 31               | 0                |
| 2012             | 柏               | 21               | J1               | 30               | 0                | 4                | 0                | 6                | 0                | 40               | 0                |
| 2013             | 柏               | 21               | J1               | 33               | 0                | 5                | 0                | 2                | 0                | 40               | 0                |
| 2014             | 柏               | 21               | J1               | 24               | 0                | 8                | 0                | 2                | 0                | 34               | 0                |
| 2015             | 柏               | 21               | J1               | 30               | 0                | 1                | 0                | 3                | 0                | 34               | 0                |
| 2016             | 京都             | 1                | J2               | 40               | 0                | -                | -                | 0                | 0                | 40               | 0                |
| 2017             | 京都             | 1                | J2               | 32               | 0                | -                | -                | 0                | 0                | 32               | 0                |
| 2018             | 札幌             | 1                | J1               | 0                | 0                | 6                | 0                | 1                | 0                | 7                | 0                |
| 2019             | 札幌             | 1                | J1               | 1                | 0                | 12               | 0                | 1                | 0                | 14               | 0                |
| 2020             | 札幌             | 1                | J1               | 28               | 0                | 1                | 0                | -                | -                | 29               | 0                |
| 2021             | 札幌             | 1                | J1               | 36               | 0                | 5                | 0                | 0                | 0                | 41               | 0                |
| 2022             | 札幌             | 1                | J1               | 27               | 0                | 1                | 0                | 0                | 0                | 28               | 0                |
| 2023             | 札幌             | 1                | J1               | 14               | 0                | 1                | 0                | 0                | 0                | 15               | 0                |
| 2024             | 札幌             | 1                | J1               | 35               | 0                | 2                | 0                | 0                | 0                | 37               | 0                |
| 2025             | 札幌             | 1                | J2               |                  |                  |                  |                  |                  |                  |                  |                  |
| 通算             | 日本             | 日本             | J1               | 376              | 0                | 61               | 0                | 26               | 0                | 463              | 0                |
| 通算             | 日本             | 日本             | J2               | 259              | 1                | -                | -                | 9                | 0                | 268              | 1                |
| 総通算           | 総通算           | 総通算           | 総通算           | 635              | 1                | 61               | 0                | 35               | 0                | 731              | 1                |

その他の公式戦
- 2012年
  - スーパーカップ 1試合0得点
- 2013年
  - スーパーカップ 1試合0得点
- 2016年
  - J1昇格プレーオフ 1試合0得点

| 国際大会個人成績 | 国際大会個人成績 | 国際大会個人成績 | 国際大会個人成績 | 国際大会個人成績 | FIFA      | FIFA      |
| 年度             | クラブ           | 背番号           | 出場             | 得点             | 出場      | 得点      |
| AFC              | AFC              | AFC              | ACL              | ACL              | クラブW杯 | クラブW杯 |
| ---------------- | ---------------- | ---------------- | ---------------- | ---------------- | --------- | --------- |
| 2011             | 柏               | 21               | -                | -                | 4         | 0         |
| 2012             | 柏               | 21               | 6                | 0                | -         | -         |
| 2013             | 柏               | 21               | 12               | 0                | -         | -         |
| 2015             | 柏               | 21               | 9                | 0                | -         | -         |
| 通算             | AFC              | AFC              | 27               | 0                | 4         | 0         |

その他の国際公式戦
- 2015年
  - AFCチャンピオンズリーグ2015 東地区プレーオフ 1試合0得点

## 個人タイトル
- 2007年 Jリーグ・新人王
- 札幌ドームMVP賞　(2021年)

## 代表歴
- 2009年 日本代表[2]